# Балабино
Бала́бино (укр. Балабине) — посёлок городского типа, Балабинский поселковый совет, Запорожский район, Запорожская область, Украина.
Является административным центром Балабинского поселкового совета, в который не входят другие населённые пункты.

### Географическое положение
Посёлок городского типа Балабино находится на левом берегу реки Днепр в верховьях Каховского водохранилища.
От реки посёлок отделяют заливы Кушугум, Балабинский и другие заливы и озёра.
Выше по течению примыкает город Запорожье,
ниже по течению примыкает пгт Кушугум.
Рядом проходят трасса Харьков-Симферополь Е-95 и автомобильная дорога Н-08 и железная дорога, станция Балабино, станция Кушугум в 1,5 км.

## История
В окрестностях села расположено несколько курганов, т. н. Сиротинины могилы, в которых найдены погребения эпохи бронзы (II тысячелетие до н. э.), скифского времени (V—IV вв. до н. э.) и кочевников X—XII вв. (печенегов и половцев).
В 1777 году начальник снабжения Южной армии генерал-майор Иван Балабин получил в районе нынешнего посёлка Балабино 10650 десятин земли (примерно 11635 га) в ранговую дачу и поселил там своих крепостных.
Своё первое название — Петровка — село получило в честь сына помещика Петра Балабина, командира одного из загонов морской пехоты, который принимал участие в походе на Рим и вошёл в него 30 сентября 1739 года.
В середине XIX века село перешло в собственность графини Анны Дмитриевны Строгановой.
На карте Александровского уезда 1910 года село обозначено как центр волости — Петровское-Строганово.
Своё нынешнее название Балабино получило после 1917 года.
1938 год — присвоено статус посёлок городского типа.
Во время Великой Отечественной войны в 1941—1943 селение находилось под немецкой оккупацией. 24 сентября 1943 года штаб 3-й гвардейской армии поставил 5-й гвардейской мотострелковой бригаде задачу выйти из района сосредоточения (в районе селений Трудолюбовка и Еленовка) в исходный район для наступления (на линии хутор Григорьевский — хутор Шевченковский) и начать подготовку к наступлению в направлении Новоалександровка, Балабино. 29 сентября 1943 бригада перешла в наступление. После завершения боев за Новоалександровку, 14 октября 1943 года начались бои на подступах к Балабино и в ночь с 14 на 15 октября 1943 года бригада овладела посёлком.
В 1989 году численность населения составляла 6187 человек, по данным Всеукраинской переписи населения 2001 года — 5668 человек, по состоянию на 1 января 2013 года — 6166 человек. Большие изменения в поселке произошли с приходом на должность председателя поселкового совета Владимира Сосуновского в 2018 году награждён орденом «Єдність і слава» за развитие посёлка https://rada.info/rss/0/ в 2010 году, выдвигался беспартийным! В поселке за это время установлено централизованный вывоз мусора на городскую свалку, оборудовано централизованное уличное освещение, построены пешеходные тротуары и асфальтированы дороги. Балабино имеет славу здорового и спортивного поселка, в котором успешно работают секции бокса, тхэквондо, национальных и современных танцев, бальных танцев. С 2011 года проводится всеукраинский ежегодный турнир «На призы мэра Балабино», численность участников достигла 205 человек, посёлок стал малой столицей запорожского бокса. В Балабинской гимназии «Престиж» одна из первых в Украине открылась «медиатека», на открытие которой приезжала первая леди Украины. Все социальные объэкты отремонтированы способом энергоэфективности и эстетики. Особый статус туристического поселка Балабино имеет благодаря своей рекреационной зоной «Домаха» и заливов Днепра, где отдыхают местные жители и жители города Запорожья.

## Экономика
В севере посёлка Балабино находиться: Супермаркет розничной сети "АТБ-Маркет", автомойка самообслуживания, заправка сети "Parallel", магазины "Вина світу" и "Бочка". А также, комплекс отдыха "Clear House".
Если немного ехать на юг, то тогда можно увидеть Балабинский Лицей "Престиж".
В центре: Супермаркет розничной сети "Апельмон", магазин алкоголичных напитков "Clever", Автомастерская, Автомойка, Церкви и площадь.
На юге: Мини-маркет "Удачный", магазин стройматериалов, Администрации сельсовета, детский сад и Площадь Культуры и Спорта Балабино.
На востоке посёлка можно увидеть ещё заправки вместе с памятником-монументом автомобилистам.
На западе посёлка Ж/Д-станция и малый порт.

## Объекты социальной сферы
- Балабинский Лицей «Престиж».
- Детский сад «Теремок».
- Дом культуры и спорта.
- Фельдшерско-акушерский пункт.
- Инклюзивно-развивающий центр (ИРЦ).
- Школа бокса «Джеб».
- Школа тхэквондо «Лидер».
- Школа танцев «Стэйдж».
- Зона отдыха, пляж «Балабинская коса».